# Nordre Eidholmen
Nordre Eidholmen est une île norvégienne du comté de Hordaland appartenant administrativement à Austevoll.

## Description
Rocheuse et couverte d'une légère végétation,, elle s'étend sur environ 93 m de longueur pour une largeur approximative de 89 m.